# جيرالد ستون
جيرالد لويس ستون (1933 - 2020)، هو صحفي تلفزيوني وإذاعي ومؤلف أسترالي أمريكي المولد وشغل مديرًا تنفيذيًا.

## روابط خارجية
- جيرالد ستون بمناسبة إطلاق "Singo"
- مقال رأي: "حان الوقت لإيقاف رسالة الرئيس بوش وضبطها وإسقاطها". The Sydney Morning Herald (بالإنجليزية). 21 Mar 2003. Archived from the original on 2021-01-26.
- بريدج، كارل (2005). "مراجعة 1932: سنة جهنمية" (بالإنجليزية). المكتبة الوطنية الأسترالية. Archived from the original (PDF) on 2023-11-02.
- "مقابلة مع جيرالد ستون". Radio National: Breakfast (بالإنجليزية). هيئة الإذاعة الأسترالية. 25 Jul 2011. Archived from the original (بث صوتي) on 2020-11-06. Retrieved 2012-01-25.